# S-Zug Gent
Der S-Zug Gent (niederländisch S-trein Gent) ist das S-Zug-System der belgischen Stadt Gent. Der Betrieb wurde am 3. September 2018 aus vorherigen L-Zug-Verbindungen geschaffen, die Liniennummern erhielten und mehr beworben wurden.

## Liniennetz

Liniennetzplan

Das Liniennetz besteht (Stand 3. September 2018) aus drei Linien:
| Linie | Linienweg | Anzahl Stationen | Takt                   | Takt                    |
| Linie | Linienweg | Anzahl Stationen | Mo–Fr                  | Sa, So                  |
| ----- | --- | ---------------- | ---------------------- | ----------------------- |
| S51   | Ronse – Oudenaarde – De Pinte – Gent-Sint-Pieters – Gent-Dampoort – Evergem – Eeklo                                                                                         | 15               | 60′                    | Sa: 60′ So: 120′        |
| S52   | Gent-Sint-Pieters – Merelbeke – Melle – Zottegem – Geraardsbergen | 12               | 60′                    | 60′ nur Gent – Zottegem |
| S53   | Gent-Sint-Pieters – Gent-Dampoort – Lokeren (– Sint-Niklaas – Antwerpen-Süd – Antwerpen-Berchem – Antwerpen-Centraal) Die Linie S53 ist ebenfalls Teil der S-Bahn Antwerpen | 5 (+11)          | 60′ nur Gent – Lokeren | 60′ Gent – Antwerpen    |

Es gibt den Vorschlag, das Angebot wie bei anderen S-Zug-Systemen auch mit einem 15-Minuten-Takt auszubauen.

## Fahrzeuge
Die Linie S53 wird mit Siemens-Desiro-Triebzügen der Baureihe AM/MS 08 betrieben. Auf den Linien S51 und S52 hingegen, die teilweise auf nicht elektrifizierten Strecken verlaufen, verkehren die Dieseltriebwagen der Reihe 41.